# Primavera de Rondônia
Primavera de Rondônia – miasto i gmina w Brazylii, w stanie Rondônia. Znajduje się w mezoregionie Leste Rondoniense i mikroregionie Vilhena.